# Saint-Hippolyte (Aveyron)
Saint-Hippolyte település Franciaországban, Aveyron megyében. Lakosainak száma 426 fő (2022. január 1.). Saint-Hippolyte Campouriez, Le Fel, Entraygues-sur-Truyère, Lacroix-Barrez, Montézic, Murols, Lapeyrugue és Montsalvy községekkel határos.

## Népesség
A település népessége az elmúlt években az alábbi módon változott:
| Lakosok száma | 825  | 685  | 541  | 463  | 444  | 451  | 435  | 427  | 424  | 426  |
|               | 1968 | 1982 | 1990 | 2006 | 2013 | 2015 | 2017 | 2019 | 2020 | 2022 |